# Зграда Министарства социјалне политике и народног здравља у Београду
Зграда Министарства социјалне политике и народног здравља налази се у градској општини Савски венац, у улици Кнеза Милоша 101 у Београду. Уврштена је у споменик културе Србије.

## Историјат и архитектура
Зграда је саграђена 1933. године према пројекту српског архитекте Димитрија М. Лека, по начелима академизма уз примену строге симетрије у решењу основа и фасада. Смештена је у једној од најатрктивнијих београдских улица са великим грађевинским фондом, а реализована као троспратни објекат правоугаоне основе. Главна фасада објекта осмишљена је монументални и репрезентативно. Наглашеној хоризонтали која се огледа у дугачком уличном фронту, успешно се супротставља вертикални ритам високих и снажних колонада, успостављајући на тај начин потпуну равнотежу и хармонију главне фасаде. Извесна строгоћа иза које се очитава осврт на модернизам који у време тридесетих година 20. века доминантан правац у архитектури, уочава се у доста сведеној али довољно скулптуралној рељефној декорацији. Аутор две скулптурне композиције које се налазе на крајевима уличне фасада у нивоу првог спрата зграда је вајар Лојзе Долинар.
Зграда Министарства социјалне политике и народног здравља антологијско је дело београдске монументалне и целокупне српске међуратне архитектуре. Објекат је један од најзначанијих дела Димитрија М. Лека, где је потпуно изражен академизам утемељен на класичном образовању али и перципирању модернизма као одраза савремених кретања.